# جماعة إسماعيل آغا
جماعة إسماعيل آغا (أو جماعة محمود أفندي)،هي جماعة دينية إسلامية سُنية صوفية نقشبندية تركية، تُعد أكبر جماعة دينية في تركيا عدداً وأكثرها تأثيراً. سُميت بجماعة إسماعيل آغا نسبة لمسجد إسماعيل آغا بمنطقة الفاتح في مدينة إسطنبول.

## منهجية الجماعة
تتمركز منهجية الجماعة في استغلال أموال الوقف المنتشرة في إسطنبول وتركيا وغيرها بصرفها على حلقات التعليم التي تديرها مشيخة الجماعة بطريقة احترافية، حيث يدخل الطالب بمراحل تعليم ضمن بيئة خاصة تجعل الطالب متأثراً بالبيئة أكثر من تأثره بالمادة العلمية، ويتم الصرف على كل طالب مستمر وفقاً للشروط التي يضعونها من مأكل ومشرب وملبس لحين إكمال دراسته، وقد يعين مدرساً في نفس مدارسهم الدينية وهذه المدارس مفتوحة للجنسين معاً.